# Najac
Najac ist eine französische Gemeinde mit 736 Einwohnern (Stand 1. Januar 2022) im Département Aveyron in der Region Okzitanien. Sie ist als eines der Plus beaux villages de France (Schönste Dörfer Frankreichs) klassifiziert. Die Einwohner werden Najacois und Najacoises genannt.

## Geografie
Najac liegt auf einem Bergrücken im südlichen Teil des Massif Central an einer Biegung des Flusses Aveyron. Der Ort bildet das südliche Ende einer Verwerfung (Überschiebung), die faille de Villefranche-de-Rouergue genannt wird. An der südlichen Gemeindegrenze mündet der Fluss Serène in den Aveyron. Ganz im Westen verläuft die Baye, die ebenfalls dem Aveyron zustrebt.

## Geschichte

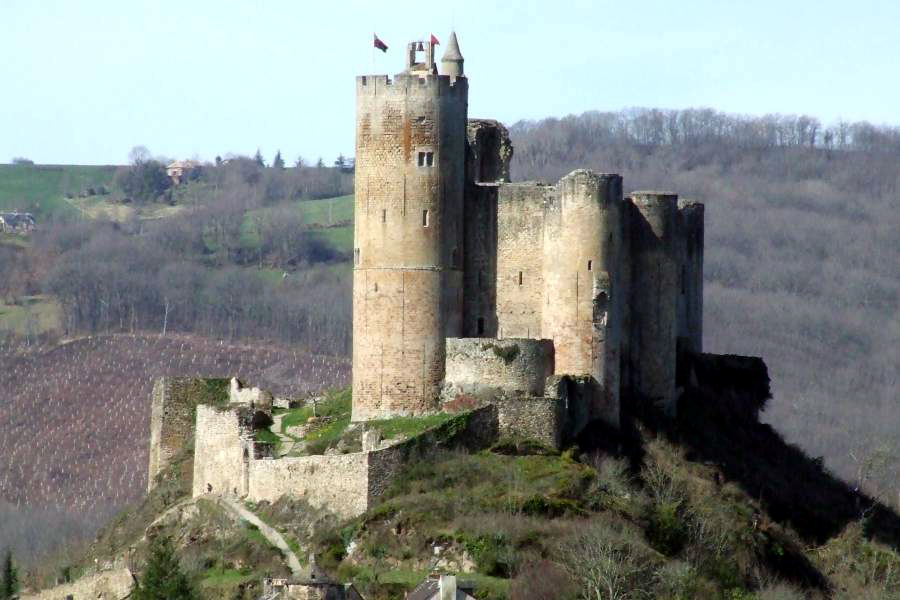
Burg Najac

Der Ort, welcher als mittelalterliche Bastide gegründet wurde, liegt in der Grafschaft und historischen Provinz Rouergue und wird von der Ruine der königlichen Festung Burg Najac dominiert. Sie wurde im 13. Jahrhundert unter Alfons von Poitiers auf dem Grund einer älteren Anlage aus dem frühen 12. Jahrhundert erbaut. Die Burg, welche besichtigt werden kann, ist neben der sich ebenfalls im Ort befindenden Kirche Saint-Jean, einem öffentlichen Brunnen, der Brücke Saint-Blaise und den Überresten eines Stadttores als Monument historique klassifiziert.

## Bevölkerung
Während die Bevölkerungsentwicklung seit dem späten 19. Jahrhundert stark schrumpfte, sank die Einwohnerzahl auch in der zweiten Hälfte des 20. Jahrhunderts deutlich ab.
| Bevölkerungsentwicklung | Bevölkerungsentwicklung |
| Jahr                    | Einwohner               |
| ----------------------- | ----------------------- |
| 1968                    | 1029                    |
| 1975                    | 0928                    |
| 1982                    | 0818                    |
| 1990                    | 0766                    |
| 1999                    | 0744                    |
| 2006                    | 0751                    |
| 2016                    | 0698                    |

## Sehenswürdigkeiten

### Profanbauten
- Château de Najac, ein Meisterwerk der Militärarchitektur aus dem 12. und 13. Jahrhundert, seit 1925 als Monument historique klassifiziert
- Steinbrücke Saint-Blaise aus dem 13. Jahrhundert, seit 1987 als Monument historique klassifiziert
- Haus des Seneschalls mit einem Turm aus dem 14. Jahrhundert, Fassaden und Dächer seit 1979 als Monument historique eingeschrieben
- Haus des Gouverneurs
- Brunnen mit monolithischem Becken, auch Fontaine du Bourguet genannt, aus dem 14. Jahrhundert, seit 1910 als Monument historique klassifiziert
- Reste des Stadttors Porte de la Pique, seit 1928 als Monument historique eingeschrieben
- Schloss Mazerolles

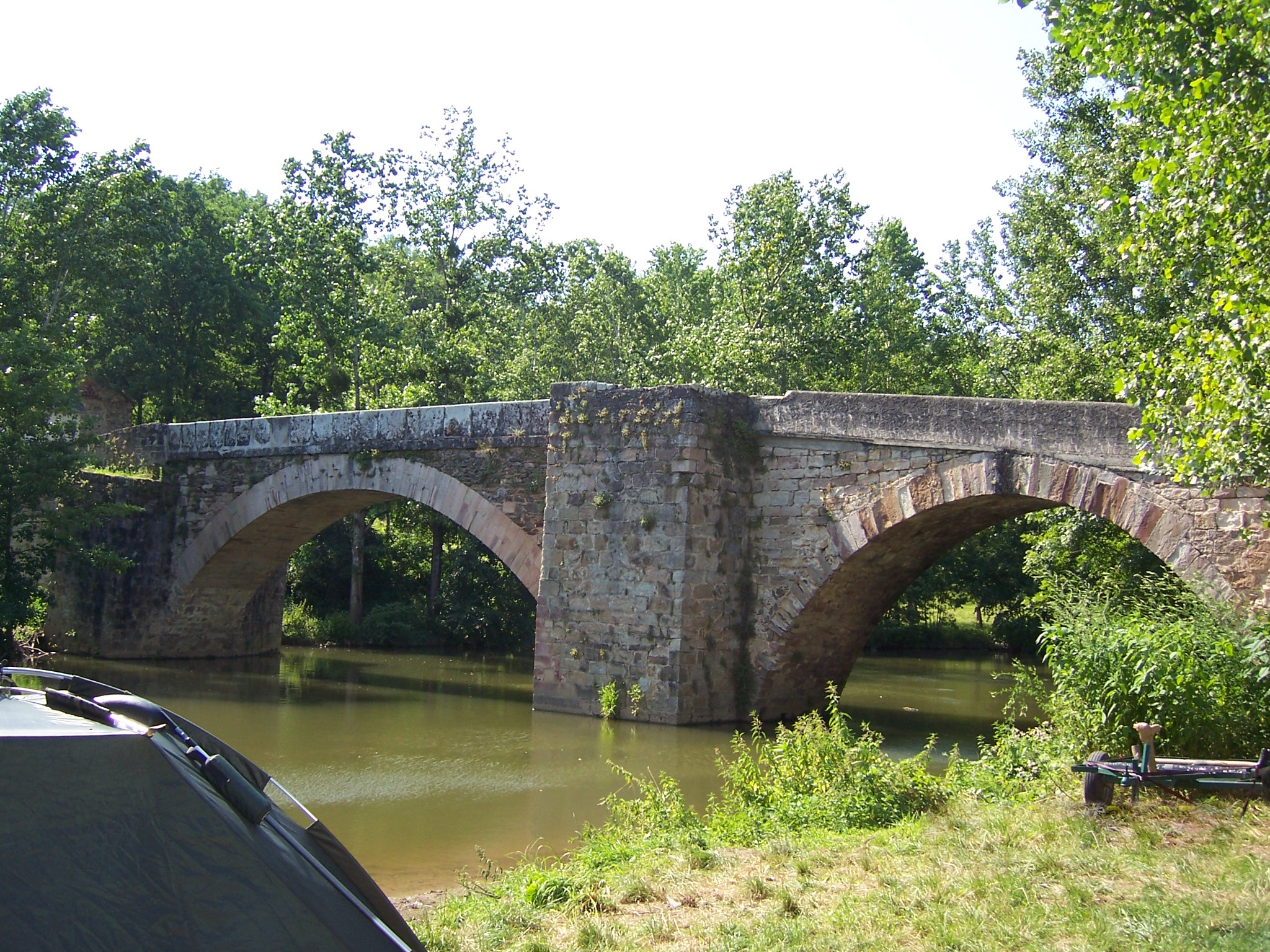
Steinbrücke Saint-Blaise
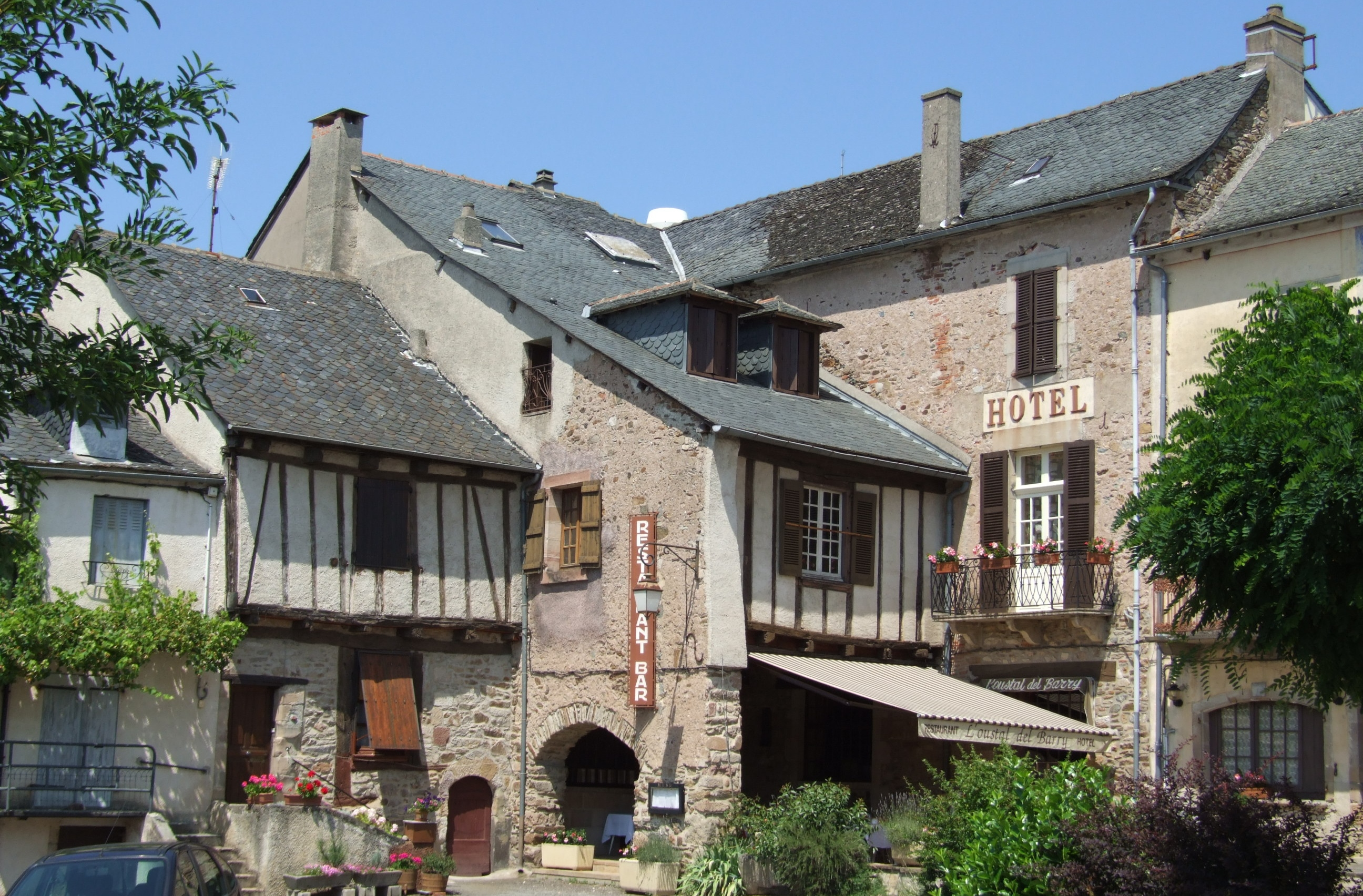
Häuser in Najac
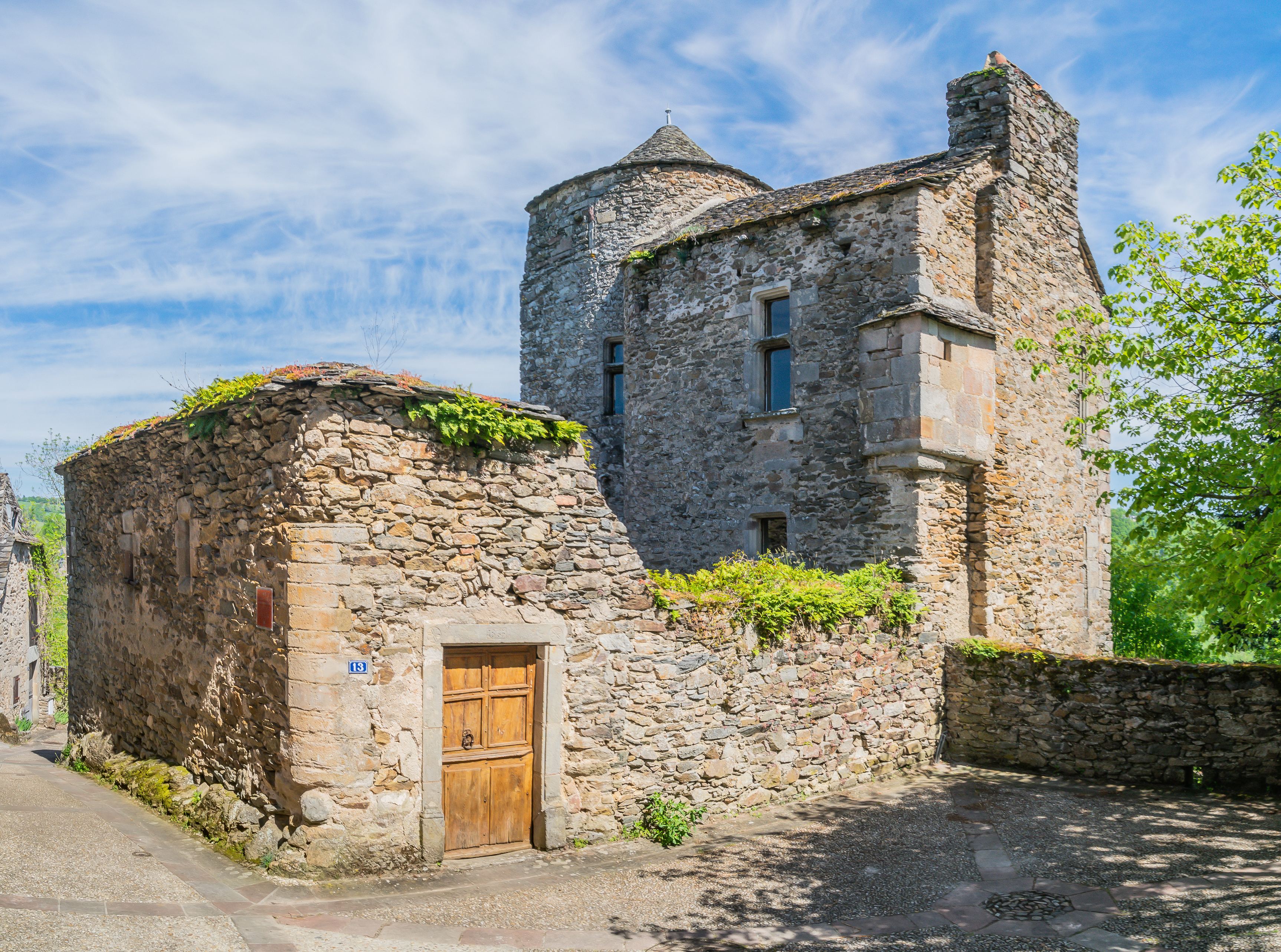
Haus des Seneschalls
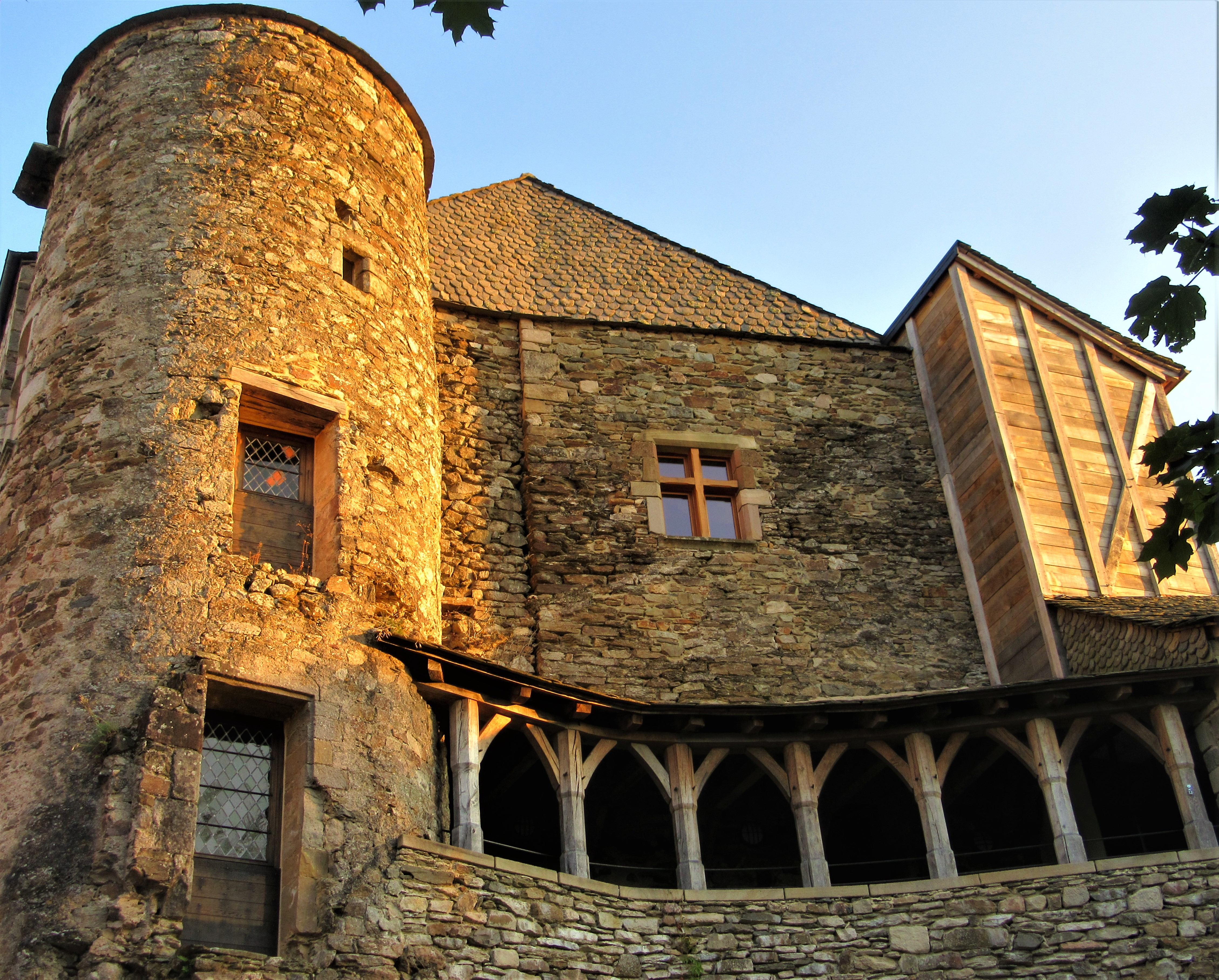
Haus des Gouverneurs
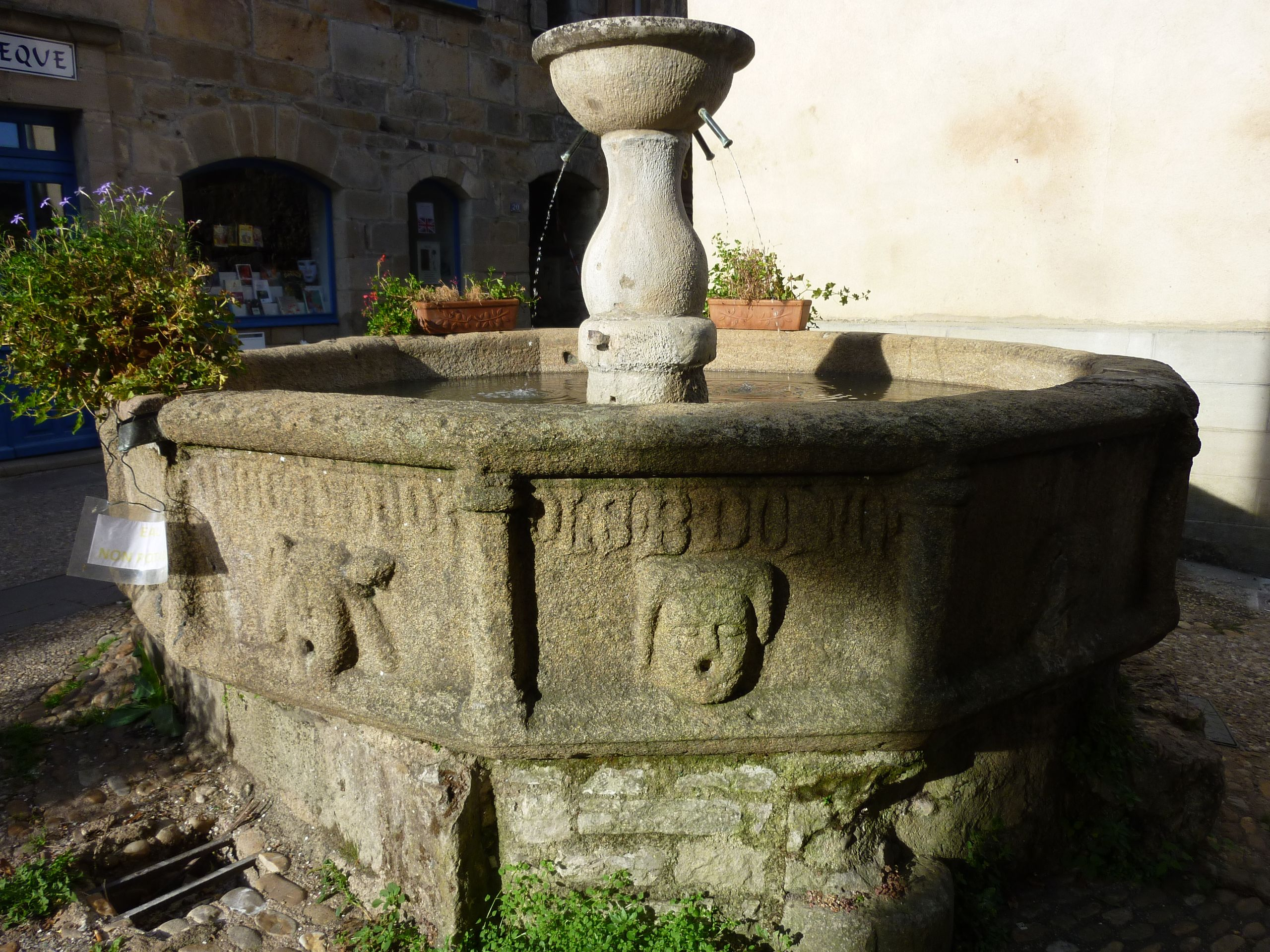
Brunnen mit monolithischem Becken
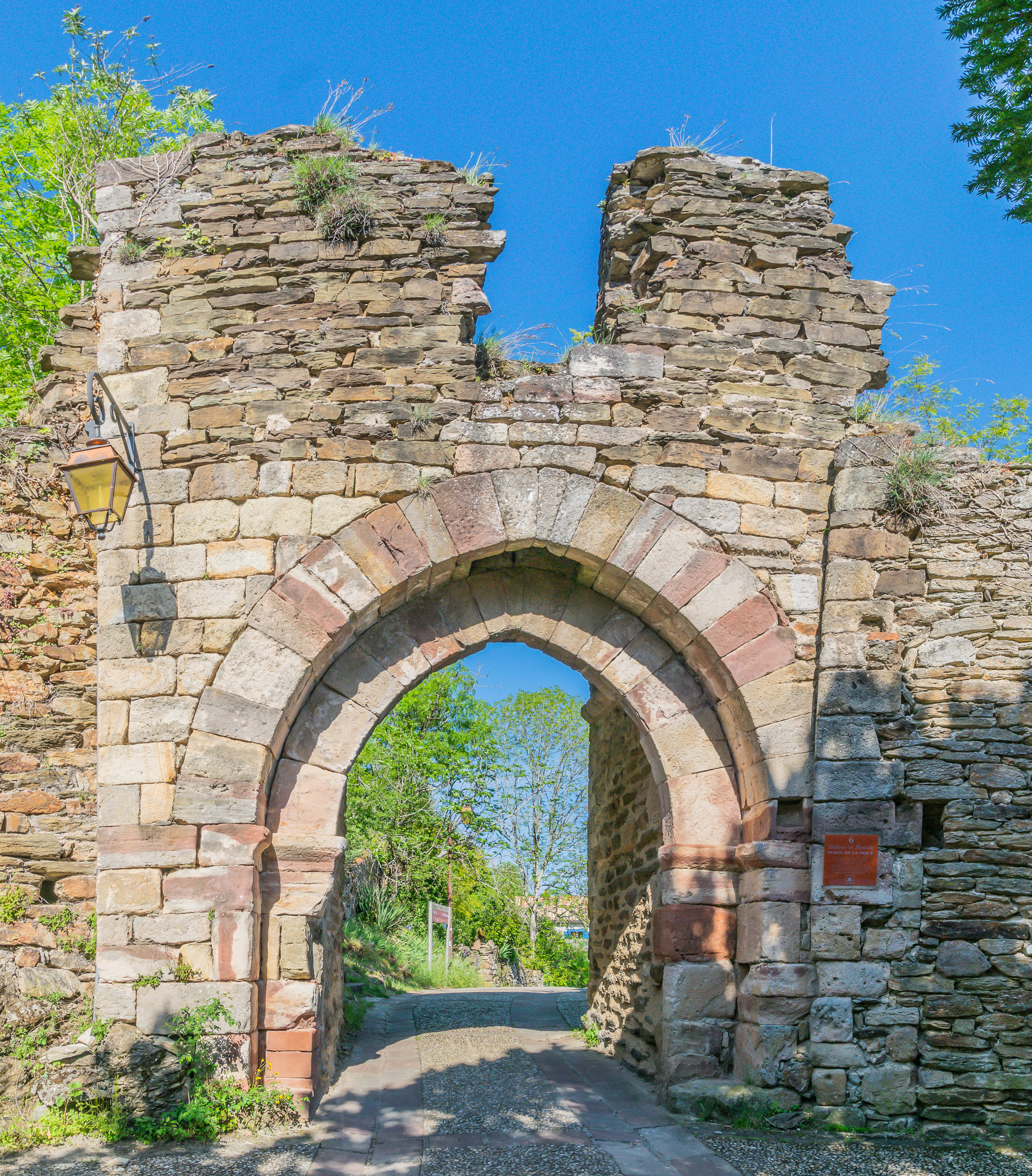
Reste des Stadttors
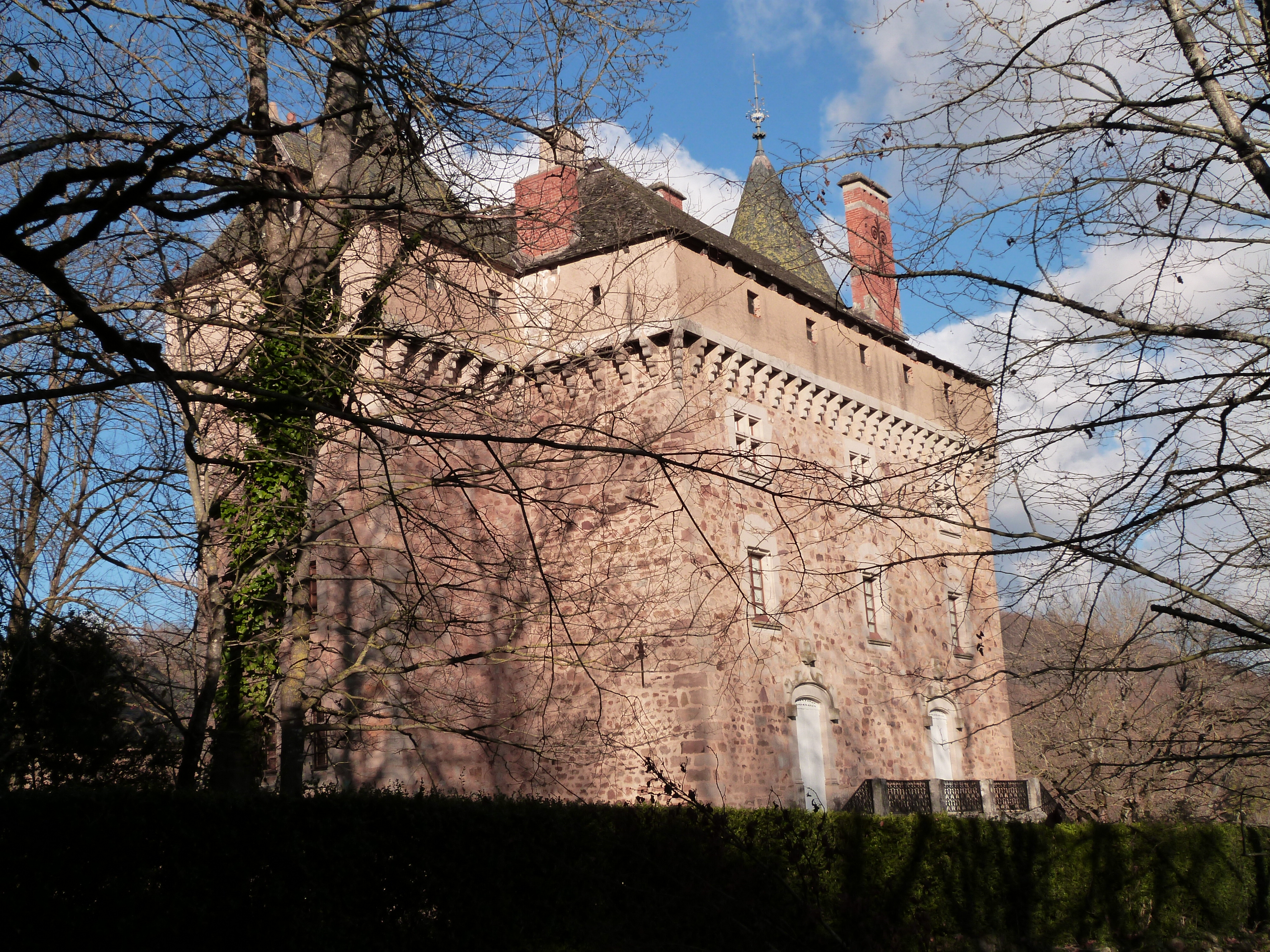
Schloss Mazerolles
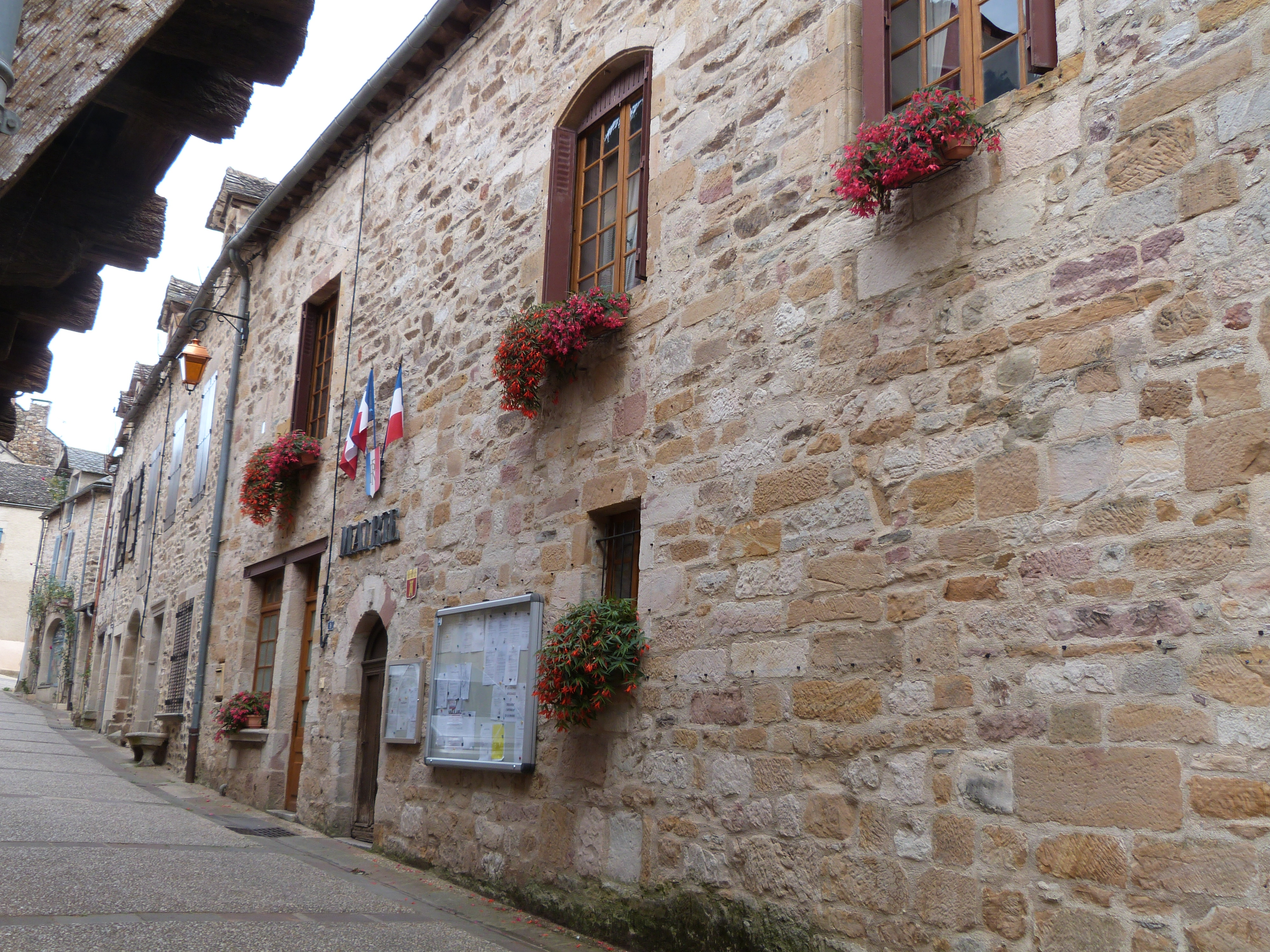
Bürgermeisteramt (Mairie)

### Sakralbauten
- Romanische Kirche Saint-Jean aus dem 13. Jahrhundert, seit 1924 als Monument historique klassifiziert
- Kirche Saint-Laurent im Weiler La Salvetat des Carts
- Kirche Saint-Hilaire im Weiler Mazerolles
- Kirche de l’Assomption im Weiler Villevayre
- Kapelle La Sainte-Famille (Heilige Familie)
- Kapelle Saint-Barthélemy

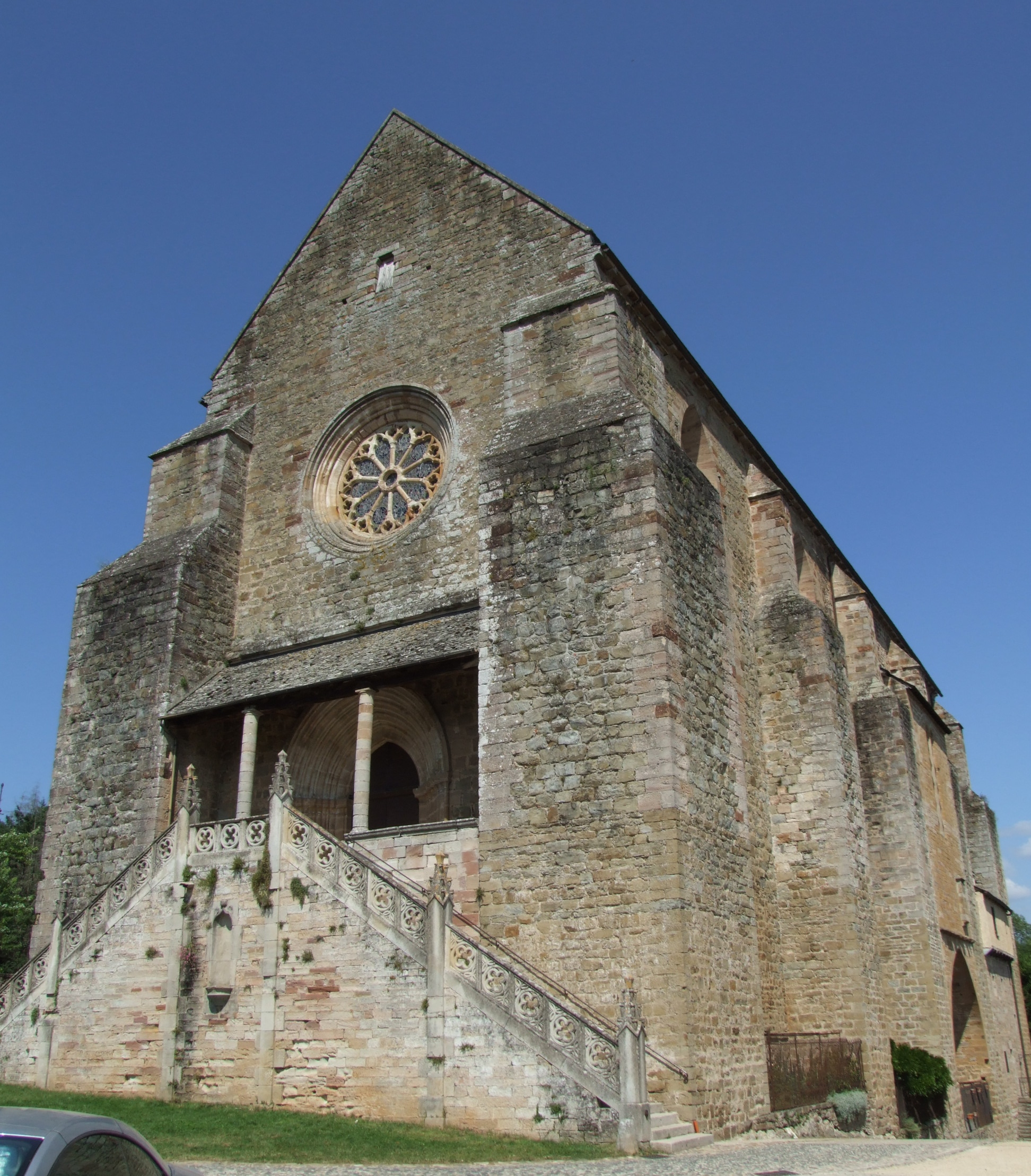
Kirche Saint-Jean
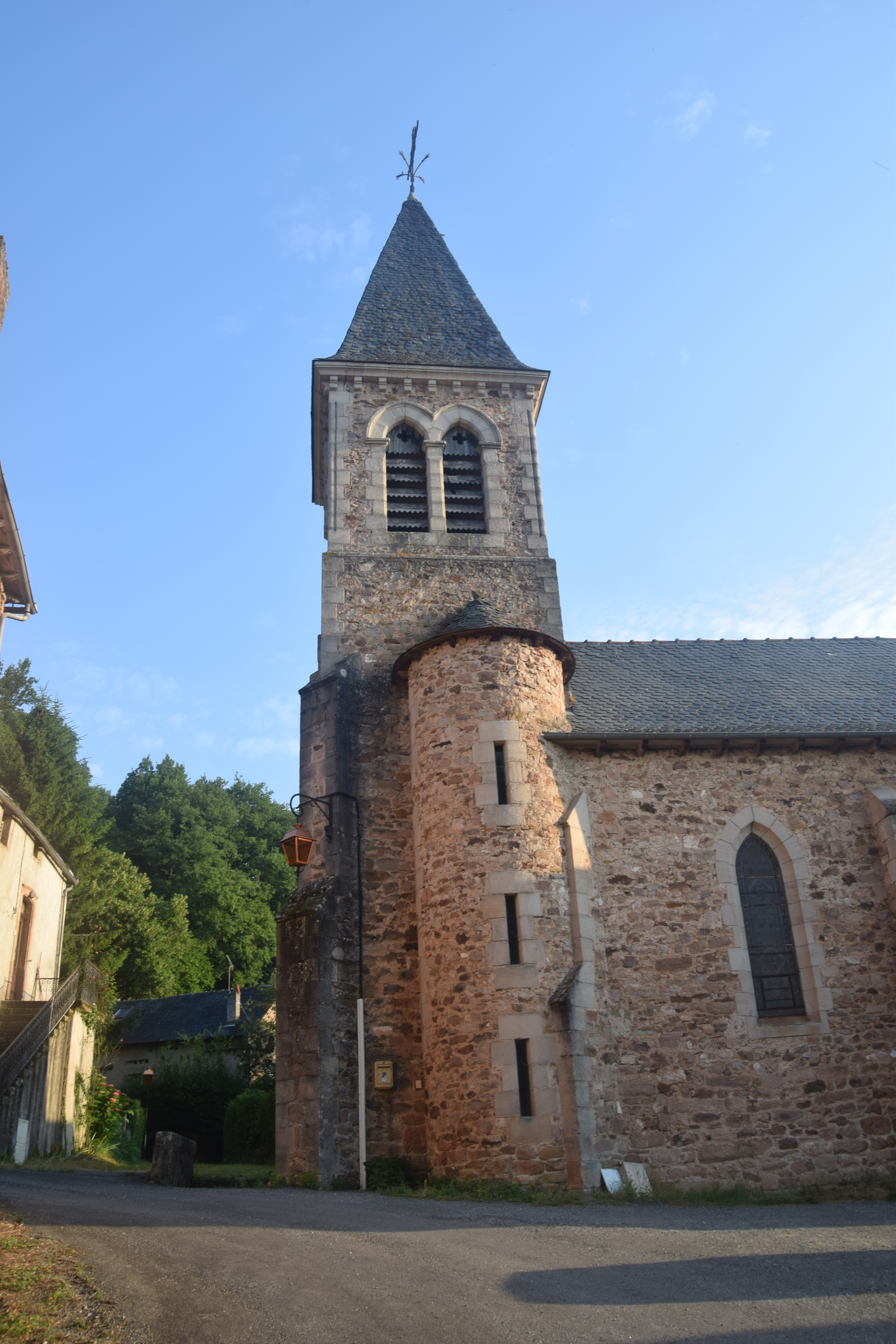
Kirche Saint-Hilaire
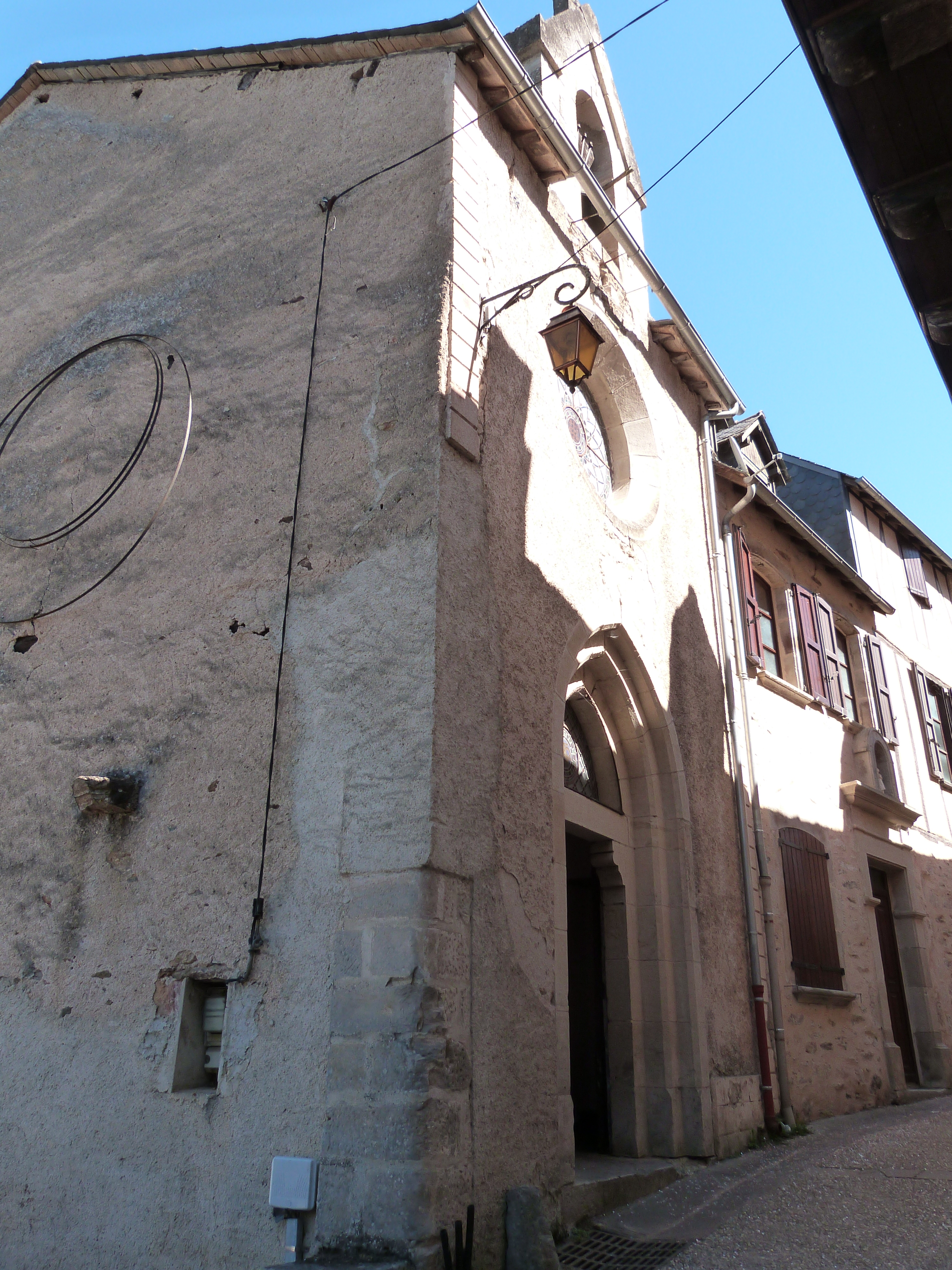
Kapelle La Sainte-Famille
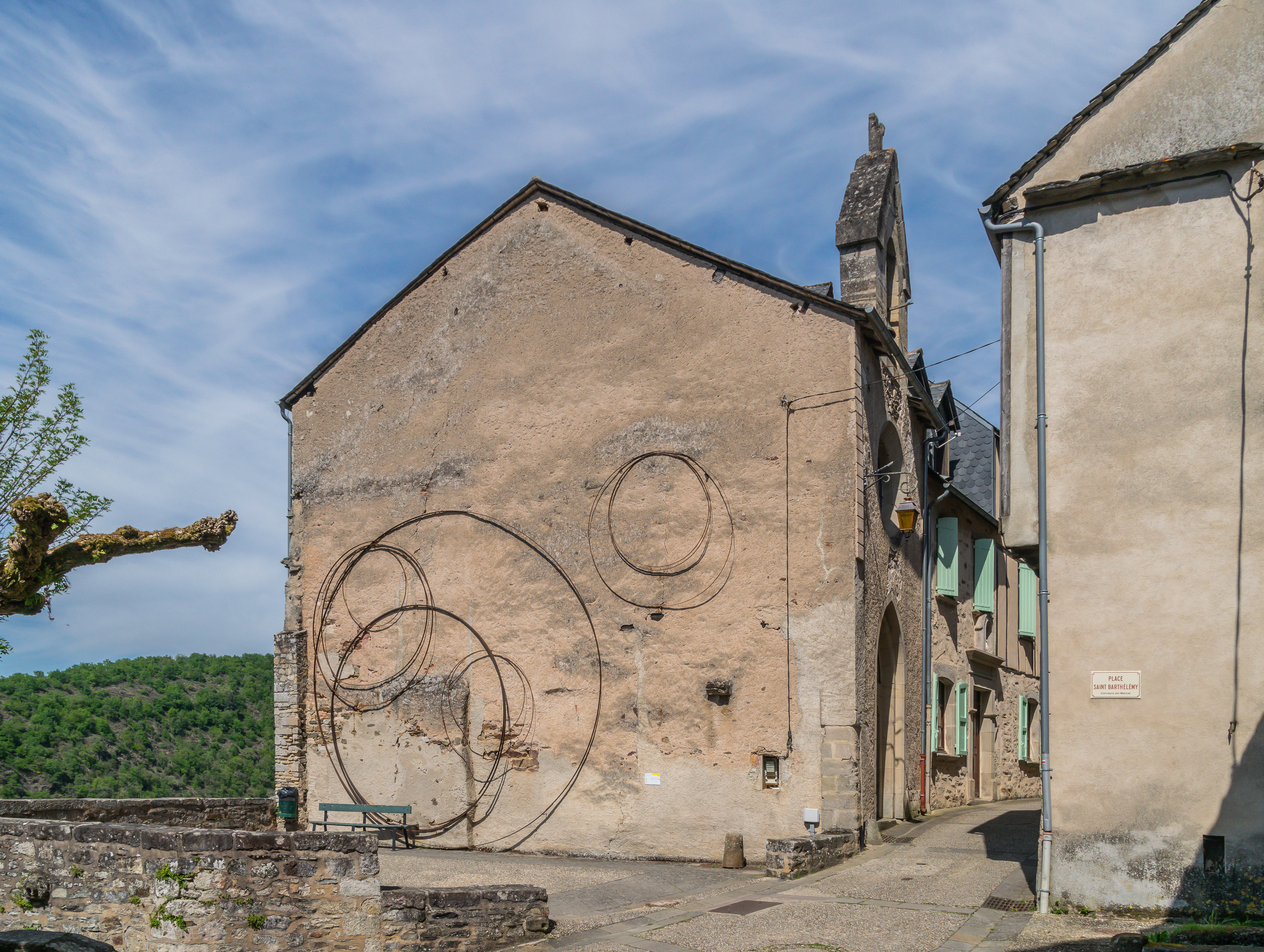
Kapelle Saint-Barthélemy

## Persönlichkeiten
- Alain Peyrefitte (1925–1999), französischer Politiker, in Najac geboren
- Jean-Henri Meunier (* 1949), französischer Regisseur, lebt in Najac